# RCW 목록
RCW 목록 ( Rodgers, Campbell & Whiteoak에서 비롯됨)은 은하수 남부의 Hα 방출 지역에 대한  천문학적 목록으로 (Rodgers et al. 1960)에 기술되어 있다. 여기에는 종전의 검 목록 (Gum Catalog, 84개 항목) 천체를 포함하는 182개의 천체가 포함되어 있다. 이후의 콜드웰 목록에는 RCW 목록의 천체 일부가 포함되어 있다. 샤플리스 목록-2 (312개 항목)는 RCW 목록과 일부 겹치는 천체가 있지만 , RCW와 Gum이 주로 남반구의 천체를 실고 있는 반면에 샤플리스 목록은 주로 북반구 천체에 관한 목록이다. RCW 목록은 알렉산더 윌리엄 로저스(Alexander William Rodgers), 콜린 캠벨(Colin T. Campbell) 및 존 화이트 오크(John Bartlett Whiteoak)가 작성했다. 이들은 1960년대 호주의 마운트 스트롬로 천문대의 바트 보크(Bart Bok) 밑에서 일하면서 남반구 성운의 목록을 작성했다.

## 예
| RCW     | 이름        | 이미지 | 이름 및 부호                                                                   |
| ------- | ----------- | ------ | ------------------------------------------------------------------------------ |
| RCW 11  | RCW 11      |        | Sh2-308, LBN 1052                                                              |
| RCW 34  | RCW 34      |        | Gum 19                                                                         |
| RCW 36  | RCW 36      |        | Gum 20                                                                         |
| RCW 42  | RCW 42      |        | Gum 26                                                                         |
| RCW 38  | RCW 38      |        | RCW 38                                                                         |
| RCW 49  | RCW 49      |        | Gum 29                                                                         |
| RCW 57  | RCW 57      |        | NGC 3582, 횃불을 든 사람                                                       |
| RCW 75  | Stock 16    |        | Gum 48a, Stock 16                                                              |
| RCW 86  | RCW 86      |        | RCW 86                                                                         |
| RCW 88  | RCW 88      |        | RCW 88                                                                         |
| RCW 106 | RCW 106     |        |                                                                                |
| RCW 108 | RCW 108     |        | Gum 53                                                                         |
| RCW 124 | NGC 6302    |        | Sh2-6, NGC 6302, 벌레 성운, PK 349+01 1, 나비 성운, RCW 124, Gum 60, 콜드웰 69 |
| RCW 127 | NGC 6334    |        | ESO 392-EN 009, 샤플리스 8, RCW 127, Gum 64, NGC 6334                          |
| RCW 131 | NGC 6357    |        | Sh2-11, NGC 6357, RCW 131, Gum 66, 전쟁과 평화의 성운                          |
| RCW 146 | 라군 성운   |        | Sh2 25, RCW 146, Gum 72                                                        |
| RCW 147 | 삼열 성운   |        | Sh2 30, M20, NGC 6514, RCW 147, 검 76                                          |
| RCW 160 | 오메가 성운 |        | 오메가 성운, M17, NGC 6618, 백조 성운, 샤플리스 45, RCW 160, Gum 81            |
| RCW 165 | 독수리 성운 |        | Sh2-49, 메시에 16, NGC 6611, RCW 165, Gum 83                                   |
| RCW 174 | W 40        |        | Sh2-64                                                                         |

## 목록

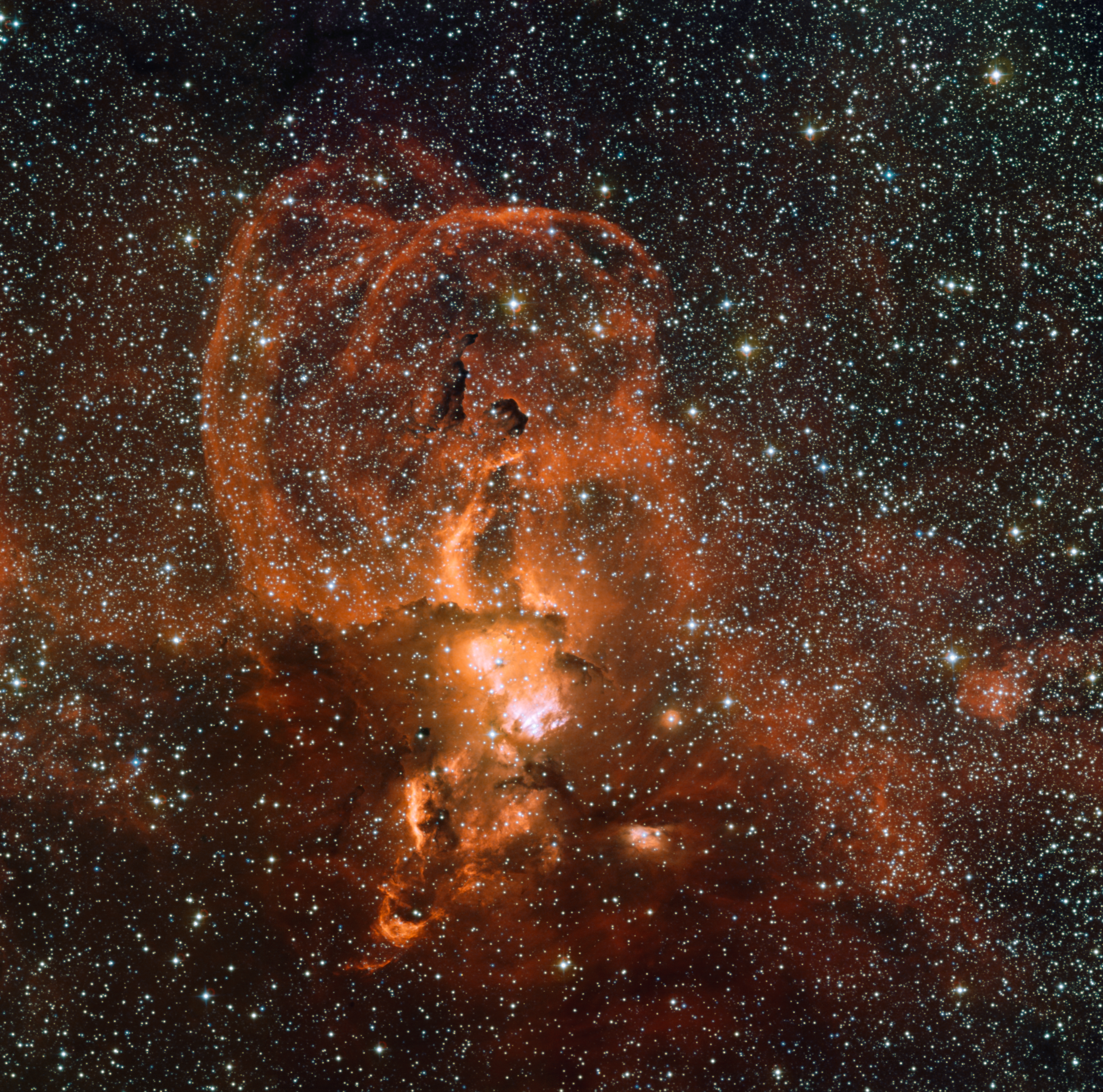
NGC 3582, RCW 57의 일부, 은하수에서 별이 형성되는 대형의 지역

- RCW 1
- RCW 2
- RCW 3
- RCW 4
- RCW 5
- RCW 6
- RCW 7
- RCW 8
- RCW 9
- RCW 10
- RCW 11
- RCW 12
- RCW 13
- RCW 14
- RCW 15
- RCW 16
- RCW 17
- RCW 18
- RCW 19
- RCW 20
- RCW 21
- RCW 22
- RCW 23
- RCW 24
- RCW 25
- RCW 26
- RCW 27
- RCW 28
- RCW 29
- RCW 30
- RCW 31
- RCW 32
- RCW 33
- RCW 34
- RCW 35
- RCW 36
- RCW 37
- RCW 38
- RCW 39
- RCW 40
- RCW 41
- RCW 42
- RCW 43
- RCW 44
- RCW 45
- RCW 46
- RCW 47
- RCW 48
- RCW 49
- RCW 50
- RCW 51
- RCW 52
- RCW 53
- RCW 54
- RCW 55
- RCW 56
- RCW 57
- RCW 58
- RCW 59
- RCW 60
- RCW 61
- RCW 62
- RCW 63
- RCW 64
- RCW 65
- RCW 66
- RCW 67
- RCW 68
- RCW 69
- RCW 70
- RCW 71
- RCW 72
- RCW 73
- RCW 74
- RCW 75
- RCW 76
- RCW 77
- RCW 78
- RCW 79
- RCW 80
- RCW 81
- RCW 82
- RCW 83
- RCW 84
- RCW 85
- RCW 86
- RCW 87
- RCW 88
- RCW 89
- RCW 90
- RCW 91
- RCW 92
- RCW 93
- RCW 94
- RCW 95
- RCW 96
- RCW 97
- RCW 98
- RCW 99
- RCW 100
- RCW 101
- RCW 102
- RCW 103
- RCW 104
- RCW 105
- RCW 106
- RCW 107
- RCW 108
- RCW 109
- RCW 110
- RCW 111
- RCW 112
- RCW 113
- RCW 114
- RCW 115
- RCW 116
- RCW 117
- RCW 118
- RCW 119
- RCW 120
- RCW 121
- RCW 122
- RCW 123
- RCW 124
- RCW 125
- RCW 126
- RCW 127
- RCW 128
- RCW 129
- RCW 130
- RCW 131
- RCW 132
- RCW 133
- RCW 134
- RCW 135
- RCW 136
- RCW 137
- RCW 138
- RCW 139
- RCW 140
- RCW 141
- RCW 142
- RCW 143
- RCW 144
- RCW 145
- RCW 146
- RCW 147
- RCW 148
- RCW 149
- RCW 150
- RCW 151
- RCW 152
- RCW 153
- RCW 154
- RCW 155
- RCW 156
- RCW 157
- RCW 158
- RCW 159
- RCW 160
- RCW 161
- RCW 162
- RCW 163
- RCW 164
- RCW 165
- RCW 166
- RCW 167
- RCW 168
- RCW 169
- RCW 170
- RCW 171
- RCW 172
- RCW 173
- RCW 174
- RCW 175
- RCW 176
- RCW 177
- RCW 178
- RCW 179
- RCW 180
- RCW 181
- RCW 182

## 같이 보기
- 샤플리스 목록
- 검 목록
- 콜드웰 목록
- 로컬 그룹에서의 별 형성 영역 목록